# 35-я церемония «Грэмми»
35-я церемония вручения премий «Грэмми» состоялась 24 февраля 1993 года в Shrine Auditorium, Лос-Анджелес и была посвящена достижениям музыкантов за предыдущий год. Номинации были объявлены 7 января 1993 года. Ведущим вечера был американский стендап-комик Гарри Шендлинг, который вел церемонию в третий раз. Телеканал CBS транслировал шоу в прямом эфире из Shrine Auditorium в Лос-Анджелесе, штат Калифорния.
Именно эта прямая трансляция «Грэмми» стала самой коммерчески успешной в 1990-х годах. Как заявили 10 января 2004 года Nielsen Media Research и журнал Billboard, «самым рейтинговым шоу „Грэмми“ 1990-х годов была телепередача 1993 года, которая получила 19,9 рейтинга/31 долю и 30 миллионов зрителей в США». Главным победителем вечера стал британский гитарист и певец Эрик Клэптон, получивший шесть наград из девяти номинаций, включая «Альбом», «Песню» и «Запись года».
Майкл Джексон получил награду «Легенда Грэмми» из рук своей сестры Джанет Джексон. Небольшой фрагмент шоу — «Как стать легендой» — рассказывала Джанет.

## Основная категория
- Запись года
  - Russ Titelman (продюсер) и Эрик Клептон за «Tears in Heaven»
- Альбом года
  - Russ Titelman (продюсеры) и Эрик Клептон за альбом «Unplugged»
- Песня года
  - Эрик Клептон & Will Jennings (авторы) за песню «Tears in Heaven» в исполнении Peabo Bryson & Regina Belle
- Лучший новый исполнитель
  - Замедленное развитие

## Классическая музыка

### Лучший классический альбом
- Horst Dittberner (продюсер), Леонард Бернстайн (дирижёр) и Берлинский филармонический оркестр за альбом Mahler: Symphony No. 9

## Поп

### Лучшее женское вокальное поп-исполнение
- Кэтрин Дон Ланг — «Constant Craving»

### Лучшее мужское вокальное поп-исполнение
- Эрик Клептон — «Tears in Heaven»

## R&B

### Лучшее женское вокальное R&B-исполнение
- Чака Хан — «The Woman I Am»

### Лучшее мужское вокальное R&B-исполнение
- Эл Джерро — «Heaven and Earth»

### Лучшее вокальное R&B-исполнение дуэтом или группой
- Boyz II Men — «End of the Road»

## Рок

### Лучшее женское вокальное рок-исполнение
- Мелисса Этеридж — «Ain't It Heavy»

### Лучшее мужское вокальное рок-исполнение
- Эрик Клэптон — «Unplugged»

### Лучшее вокальное рок-исполнение дуэтом или группой
- U2 — «Achtung Baby»

### Лучшее хард-рок-исполнение
- Red Hot Chili Peppers — «Give It Away»

### Лучшее метал-исполнение
- Nine Inch Nails — «Wish»

### Лучшая рок-песня
- Эрик Клэптон & Джим Гордон — «Layla»

## Джаз

### Лучшее вокальное джаз-исполнение
- Натали Коул — «Take a Look»

## Музыкальное Видео

### Лучшее короткое музыкальное видео
- John Downer (продюсер и режиссёр) & Питер Гэбриэл — «Digging in the Dirt»
  - Среди номинантов был Роджер Уотерс — «What God Wants»

## World music

### Лучший альбом в стиле world music
- Мендес, Сержиу — «Brasileiro»

## Составление и аранжировка
- Best Instrumental Composition
  - Benny Carter (композитор) за Harlem Renaissance Suite
- Best Song Written Specifically for a Motion Picture or Television
  - Howard Ashman & Alan Menken (авторы) за Beauty and the Beast в исполнении Peabo Bryson & Céline Dion
- Best Instrumental Composition Written for a Motion Picture or for Television
  - Alan Menken (композитор) за Beauty and the Beast в исполнении разных артистов
- Best Arrangement on an Instrumental
  - Rob McConnell (аранжировка) за Strike Up the Band в исполнении Rob McConnell & The Boss Brass
- Best Instrumental Arrangement Accompanying Vocal(s)
  - Johnny Mandel (аранжировка) за Here’s to Life в исполнении Shirley Horn

## Персона года «MusiCares»
- Натали Коул